# Percy Martin
Percy Martin (1871-1958) va ser un enginyer i fabricant d'automòbils britànic d'origen nord-americà. Nascut a Columbus, Ohio, el 19 de juny de 1871, va obtenir una llicenciatura en enginyeria mecànica, especialitzant-se en enginyeria elèctrica, per la Universitat Estatal d'Ohio el 1892.

## General Electric
Va treballar per a General Electric a Milà i Berlín i després el 1901 de vacances a Anglaterra i, mitjançant una reunió casual, se li va demanar que ocupés el lloc de director d’obres a la Daimler Company de Coventry, que va fer a l’octubre de 1901.
El juliol següent es va casar amb Alice Helen Heublein de Hartford, Connecticut, van tenir un fill i una filla.

## Daimler
Racionalitzant aviat la gamma de 10 models diferents de Daimler que va dissenyar ràpidament, va completar l'entrada en producció de dos cotxes nous, els 22 CV de Daimler i els 12 CV. Va establir pagaments d'incentius millorats i va millorar la gestió del disseny, operacions i materials de Daimler.

## Daimler i BSA
Sobre la fusió de les empreses de Daimler i el fabricant d'armes i municions Birmingham Small Arms Company l'octubre de 1910, Percy Martin va assumir el càrrec de director general de l'empresa combinada. Havia de servir més de vint anys en aquest lloc.
Primera Guerra Mundial
El desembre de 1916 va ser nomenat controlador de motors de combustió interna pel Ministry of Munitions i pel The Air Board on va representar al Ministry of Munitions
Airco
Al gener de 1920, BSA, segons el que diu Martin, va comprar a George Holt Thomas el seu negoci d'avions, Airco. Durant la guerra, Airco produïa nous avions a un ritme d'un cada 45 minuts. La junta de BSA va fer la compra presumint que Martin havia dut a terme una investigació de diligència obligada que ell no havia fet., i les companyies Airco estaven a punt del col·lapse financer. Tot i que es van tancar immediatament, les pèrdues van ser tan greus que BSA, un dels principals grups industrials del país, es va veure obligada a deixar de pagar dividends durant quatre anys.
Jubilació
A principis de la dècada de 1930 hi va haver desacords a la junta, elegint un nou president i, va quedar sotmès a la nova direcció, amb nous executius que cobrien part de la seva àrea de responsabilitat. Martin va romandre amb BSA i la seva filial Daimler fins a la seva jubilació a l'abril de 1934 en un moment en què, malgrat la depressió, BSA encara hi treballaven unes 11.000 persones. Va ser nomenat president de Daimler. però va deixar el seu lloc al consell d'administració de BSA al cap d'un any.

### Vàlvula de camisa i embragatge hidràulic de Daimler
Percy Martin va participar especialment en dos desenvolupaments tècnics reeixits, el desenvolupament i la introducció el 1908 de vàlvula de camisa per als motors de Daimler i, el 1930, el seu embragatge hidràulic instal·lat a tots els seus vehicles juntament amb la caixa de canvis epicicloidal de Wilsons, fou un precursor de lá ttransmissio automàtica.

## Mort
Després de la seva jubilació, Martin va romandre a Anglaterra vivint a Kenilworth, prop de Coventry, on va morir el novembre de 1958 pocs mesos després de morir la seva dona.